# Fernando Cadalso Manzano
Fernando Cadalso Manzano (1859-1939) fue un penitenciarista español. Inspector general de prisiones entre 1902 y 1927, desempeñó las funciones de encargado de los asuntos del departamento de Gracia y Justicia entre septiembre y diciembre de 1923, durante la dictadura de Primo de Rivera

## Biografía
Nació en Manzanares el Real (provincia de Madrid) el 3 de octubre de 1859. Trasladado a vivir a Madrid a los dieciocho años, se doctoró en derecho civil y canónico por la Universidad Central en 1887. Nombrado subdirector de primera clase de la Cárcel Modelo de Madrid, fue ascendido a director en 1892. Ingresó como miembro de la Real Academia de Jurisprudencia y Legislación en abril de 1893. Fue nombrado como inspector general de Prisiones en febrero de 1902, desempeñando dicha responsabilidad hasta la fecha de su jubilación en 1927.
Defendió una tesis doctoral en Filosofía y Letras en octubre de 1904 y otra en Ciencias Sociales en diciembre de 1905.
En septiembre de 1923, días después del golpe de Estado de Primo de Rivera, fue nombrado encargado del despacho ordinario de los asuntos del Departamento de Gracia y Justicia.
Falleció el 20 de septiembre de 1939 en Madrid.